# كيفن موني
كيفن موني (بالإنجليزية: Kevin Mooney)‏ (23 أغسطس 1959 بليفربول في المملكة المتحدة - ) هو لاعب كرة قدم بريطاني في مركز الدفاع. لعب مع نادي بانغور سيتي ونادي بوري ونادي ترانمير روفرز لكرة القدم.